# Vargarnas rike
Vargarnas rike (originaltitel: L'Empire des loups, engelsk titel: The Empire of the Wolves) är en fransk film från 2005 regisserad av Chris Nahon. Manuset baseras på en roman skriven av Jean-Christophe Grangé. Filmen spelades in i Paris, Istanbul och Cappadocia.

## Handling
Efter att den unge kriminalpolisen Paul konfronterats med den tredje mördade kroppen av en ung kvinnlig turkisk illegal immigrant beslutar han sig för att be den pensionerade Schiffer om hjälp. Spåren leder till en turkisk liga, Vargarna.

## Rollista i urval
- Jean Reno - Jean-Louis Schiffer
- Jocelyn Quivrin - Paul Nerteaux
- Arly Jover - Anna Heymes
- Laura Morante - Mathilde Urano
- Philippe Bas - Laurent
- David Kammenos - Azer
- Didier Sauvegrain - Dr Ackerman